# Nicholas Barbon
Nicholas Barbon (c.1640–c.1698) fue un economista inglés, médico, constructor, escritor y especulador financiero. Los analistas del mercantilismo lo consideran uno de los primeros en proponer el mercado libre. En la etapa posterior al Gran Incendio de Londres, fue pionero al iniciar el seguro de incendios y participó de manera destacada en el trabajo de reconstrucción, aunque su actuación fue enfocada sobre todo a su propio beneficio financiero.
Como en muchas familias puritanas de la Inglaterra del siglo XVII, su padre le dio además de su nombre un "eslogan religioso" ortológico, es decir que rimara con su nombre. Así, le llamó "Si Jesucristo no hubiera muerto por ti, estarías condenado". Sin embargo, fue un hombre sin escrúpulos y muy cínico en sus técnicas comerciales por lo que su contemporáneo Roger North, quien lo entrevistó acerca de sus técnicas empresariales, lo llamó un "maestro de la maña" en reconocimiento a su habilidad para manipular a la gente para llevar a cabo sus objetivos.

## Vida
Nicholas Barbon era el hijo mayor de Elogio-Dios Barebone (o Barbon), quien fue nombrado miembro del Parlamento en 1653 y fue el predecesor de Oliver Cromwell Elogio-Dios era famoso por su nombre cristiano: "Si Jesucristo no hubiera muerto por ti, serías un maldito", eslogan del que su hijo tenía una variante.  El padre devino en un religioso separatista de creencias mileniaristas, que apoyó fervientemente el bautismo infantil individual.
Nicholas Barbon nació en Londres entre 1637 y 1640. Estudió medicina en las Universidades de Leiden y Utrecht en los Países Bajos. En la segunda institución recibió su grado de Doctor en Medicina en 1661. Tres años después recibió el título honorario de socio en el Colegio Real de Físicos de Londres.
Barbon pronto cambió su profesión médica por la del comercio de bienes raíces, que repentinamente cobró gran importancia en 1666, a raíz del Gran Incendio que entre el 2 y el 5 de septiembre devastó la City, como se le conoce desde siempre a su distrito comercial, entonces aun separado de Westminster, el asiento del gobierno de Gran Bretaña. En unos cuantos años, Barbon se convirtió en el constructor más prominente de Londres, a pesar de su juventud.

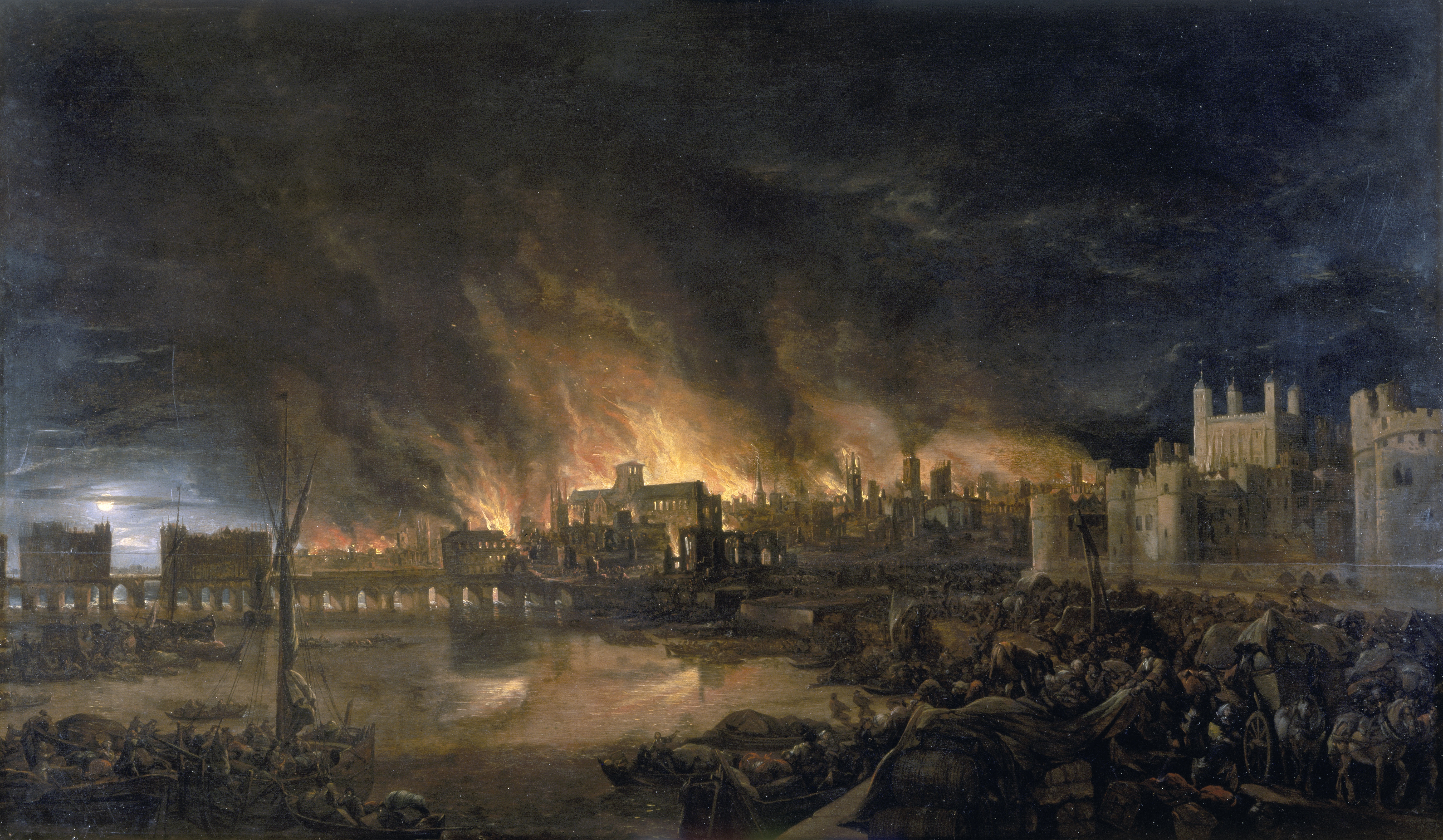
El Gran Incendio de Londres hizo de Nicholas Barbon un constructor y un asegurador

Barbon trabajó a gran escala construyendo franjas de viviendas y desarrollos comerciales del oeste de Londres, donde la tierra era abundante. Finalmente, fue el responsable de conectar la City y Westminster por primera vez a través de los distritos que trabajó y que se transformaron en La Hebra y Bloomsbury. Para lograrlo, Barbon no hizo caso de las restricciones establecidas para los edificios nuevos e incluso ignoró varias provenientes del  Parlamento y de la Corona a finales del siglo XVI. Con frecuencia, sencillamente desatendía objeciones legales y locales, derribó  edificios sin permiso y reconstruyó especulativamente la zona, buscando una ganancia rápida.
El 11 de junio de 1684, la continua especulación agresiva y expansiva de Barbon lo enfrentó a él y a sus trabajadores en un conflicto con los abogados de Gray's Inn. Barbon comenzó su proyecto más grande hasta entonces, la remodelación de Red Lion Square, sin autorización para hacerlo..  Los abogados de Gray's Inn, cuyos mesones estaban cerca de la Corte, iniciaron y ganaron una batalla física contra Barbon y sus colegas, y acordaron que se emitieran órdenes contra él para detener el plan en proceso. Otro revés se produjo cuando las casas de construcción barata en Mincing Lane colapsaron porque sus cimientos eran inadecuados. Sin embargo, en el momento de su muerte, Barbon había construido o financiado desarrollos por valor de £ 200,000 (£ 25.7 millones de libras de 2020) según Sir John Lowther, primer vizconde de Lonsdale.
Al mismo tiempo, Barbon se interesó en el desarrollo de seguro y la industria bancaria, y ayudó para iniciarlos. En 1680–81, con 11 asociados,  fundó una "Oficina de Seguro Para Casas" en la que ofreció seguro contra incendio hasta para 5,000 casas en Londres. Los incendios eran un peligro importante  en ese tiempo: el Gran Incendio destruyó más de 13,000 viviendas y desplazó aproximadamente 100,000 personas. Otra conflagración en 1678 averió el Templo Medio, uno de los Mesones de Tribunal.
En 1690, junto con John Asgill,  fundó el National Land Bank. Era el primer banco hipotecario británico, una institución financiera que dio préstamos en forma de hipotecas garantizadas por el propio inmueble.  Estos créditos eran populares entre los  propietarios porque ahora podrían obtener dinero respaldado por el valor de su activo principal.
El banco era moderadamente exitoso, e incluso se pensó que podía sustituir al Banco de Inglaterra en 1696. El déficit presupuestal del gobierno había crecido a un nivel insostenible; Barbon fusionó el National Land Bank con otra institución, fundada por John Briscoe, para formar el Land Bank United y ofreció al gobierno un crédito de £2 millones de libras, equivalente a £273 millones en 2020.[9]  El esquema fracasó cuándo Barbon y Briscoe no pudieron recaudar el dinero suficiente y el Land Bank United desapareció.
Barbon fue también activo en otros ámbitos durante los 1690s. En gran parte para aprovechar el privilegio Parlamentario y con ello su inmunidad frente a las posibles demandas de sus acreedores.
Compró un número de votantes en el burgo de Bramber en Sussex, lo cual le habilitó para ser elegido uno de sus Parlamentarios en 1690 y 1695.
Otro proyecto implicó experimentar el bombeo de agua para beber del río Támesis y canalizarla a sus desarrollos inmobiliarios. En 1694 patentó un diseño ya probado para vender derechos de bombeo y junto con ellos contratos de seguro de incendio.
Barbon construyó en Fleet Street una casa para él y sus negocios, pero más tarde se cambió a Osterley Park, una mansión solariega del siglo XVI, en el Municipio de Hounslow, al oeste de Londres. Ahí falleció en 1698 o 1699. Escribió su testamento en mayo de 1698 y sus ejecutores entregaron la herencia el 6 de febrero de 1699.

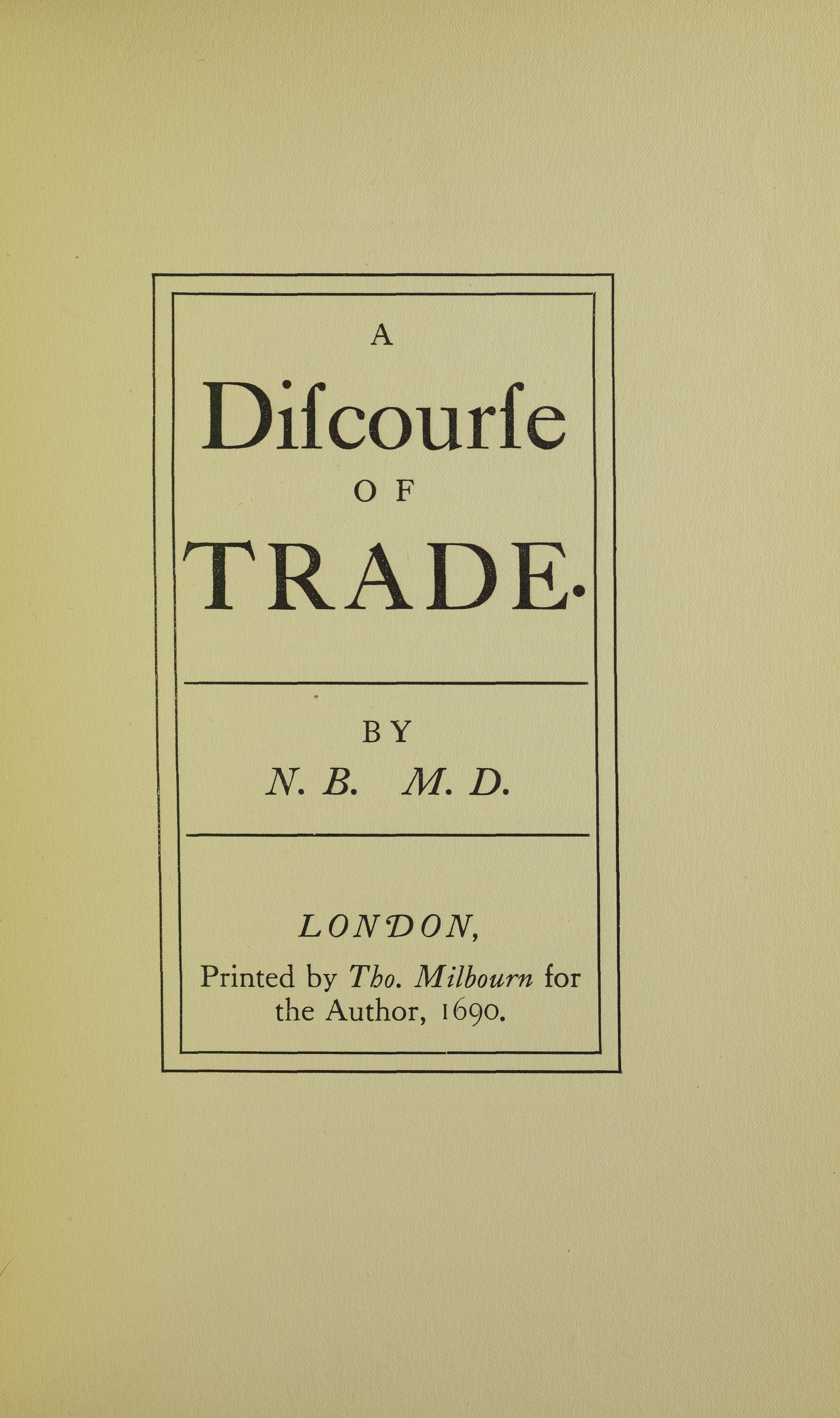
Un discurso de comercio, 1690

Durante la última parte de su vida, Nicholas Barbon escribió extensamente sobre teoría económica. Sus folletos y libros de economía política son considerados importantes debido a sus aportaciones innovadoras sobre el dinero, el comercio, especialmente el libre comercio, la  oferta y la demanda. Sus trabajos, especialmente Un discurso de Comercio (escrito en 1690), influyó y ganó el elogio de economistas del siglo XX como John Maynard Keynes (en La Teoría General del empleo, el Interés y el dinero) y Joseph Schumpeter. Fue uno de los varios teóricos de finales del siglo XVII que, con formación médica, se interesaron en la economía, la sociedad y la política, como Benjamin Worsley, Hugh Chamberlen, William Petty y John Locke, todos ellos sus contemporáneos.
Sus textos tempranos buscaban explicar y anunciar sus esquemas de seguro y de hipoteca y sus desarrollos inmobiliarios; por ejemplo, en su Apología del constructor o Un discurso que muestra la causa y los efectos del aumento de las construcciones de 1685, escrito en el periodo posterior a su lucha con los abogados de Gray's Inn, Barbon justificó su política de construcción expansiva al describir los beneficios  que significó para Londres en especial y para Gran Bretaña en general. Su Un discurso de Comercio, escrito cinco años más tarde, fue mucho más significativo como explicación de sus puntos de vista económicos y políticos, como desarrollo total de sus ideas y se convirtió en el cimiento de su reputación como teórico económico.
Barbon observó el poder de la moda y de los bienes de lujo para llevar a cabo el comercio.  La moda reclama la sustitución de los bienes antes de que se desgasten; principio que lleva a las personas a adquirir constantemente bienes, lo cual origina una demanda constante. Estos puntos de vista eran contrarios a los valores morales estándares de su tiempo, influido por el gobierno y la iglesia. Fue uno de los primeros escritores que abordaron la diferencia entre los aspectos morales y los económicos de adquirir.
Sus puntos de vista sobre el interés fueron muy reconocidos por Joseph Schumpeter. Barbon describió como "error" el punto de vista generalizado de que el interés es un valor monetario, argumentando que como el dinero es tomado a crédito para comprar bienes (bienes y acciones), el interés que se cobra en el préstamo es un tipo  de alquiler—"un pago para el uso de bienes". De este principio, Schumpeter extrapoló el argumento de que igual que la renta es el precio pagado por el uso de lo que llamó "valores bruto, o de los agentes naturales de producción [económica]", el interés es el precio pagado por "la existencia de los medios de producción con los que se producen los bienes."
Uno de los argumentos principales en Un discurso de Comercio es que el dinero no tiene bastante valor intrínseco para justificar que un gobierno lo acapare; las políticas que pretendieron ayudar a acumular presuntamente "mercancías" valiosas como la plata y el oro fueron inapropiadas, porque las leyes de suministro y demanda eran fundamentales para determinar de su valor.
Tal crítica al mercantilismo—basado en la idea de que la prosperidad de un país puede ser medida por su existencia de lingotes de plata—ayudó a definir los fundamentos de la  economía clásica, y era inusual en su tiempo. Junto con John Locke, con quien  debatía sus teorías, Barbon fue uno de los primeros teóricos en argumentar que el valor del dinero es principalmente simbólico y que su función principal es asistir al comercio. Estos puntos de vista fueron detalladamente explicadas en su folleto de 1696: Un discurso dedicado a la acuñación de ideas para generar dinero nuevo.
Barbon era poblacionista, identificó la riqueza de un país con su población. También defendió el uso de papel y dinero de crédito, y postuló la reducción de las tasas de interés, el cual  pensaba que impedía el crecimiento de fábricas y comercio. Abordó esos temas en su folleto de 1696, en el cual además consideró los efectos de la reinserción de aquel año, en qué la Royal Mint o casa de moneda, la que reinsertó gran cantidad de monedas de plata, que antes había retirado y fundido, provocando una caída provisional en la masa monetaria.
A pesar de la importancia de algunas de sus teorías, el trabajo de Barbon (especialmente Un discurso de comercio) ha sido criticado para un exceso de "definición y clasificación" en vez de análisis y un estilo inconexo y carente de rigor. Esto se atribuye al periodo temprano en que escribió, cuando el pensamiento económico no estaba aun plenamente desarrollado.

## Trabajos
- Un discurso que muestra las grandes ventajas que los nuevos-edificios y la ampliación de pueblos y ciudades trae a una nación (1678)
- Una carta a un caballero en el país dando cuenta de dos oficinas de seguro: el cuartel de bomberos y la Sociedad Amistosa (1684)
- Apología del constructor o Un discurso que muestra la causa y los efectos del aumento de las construcciones (1685)
- Un Discurso de Comercio  (1690)
- Una respuesta al artículo titulado Razones contra reducir el Interés a cuatro por ciento (1694)
- Un discurso dedicado a la acuñación de ideas para generar dinero nuevo1696)